# Broadcast to the World
Broadcast to the World – szósty album studyjny amerykańskiego poppunkowego zespołu Zebrahead wydany w 2006 roku. Następca dobrze ocenianego albumu MFZB. Płytę nagrano po odejściu z zespołu Justina Mauriello, którego w roli gitary rytmicznej/śpiewu zastąpił debiutujący Matty Lewis. Autorem okładki albumu jest Shawn Harris, wokalista zespołu The Matches.

## Lista utworów
1. "Broadcast to the World" – 3:16
2. "Rated "U" for Ugly" – 3:01
3. "Anthem" – 3:33
4. "Enemy" – 2:56
5. "Back to Normal" – 3:40
6. "Postcards from Hell" – 2:45
7. "Karma Flavored Whiskey" – 4:07
8. "Here's to You" – 3:07
9. "Wake Me Up" – 3:49
10. "Lobotomy for Dummies" – 2:36
11. "The Walking Dead" – 3:09
12. "Your New Boyfriend Wears Girl Pants" – 4:28
13. "Riot Girl" – 3:18 (tylko w Japonii)
14. "Down in Flames" – 7:17 (tylko w Japonii) (zawiera dwie ukryte piosenki "Get On The Bus" i "Hit It Again")

## Twórcy
- Matty Lewis – gitara rytmiczna, śpiew
- Ali Tabatabaee – śpiew
- Greg Bergdorf – gitara prowadząca
- Ben Osmundson – gitara basowa
- Ed Udhus – perkusja

## Pozycje na listach przebojów
| Lista  | Najwyższa pozycja | Certyfikacja |
| ------ | ----------------- | ------------ |
| Oricon | 10                | Złota        |